# Tripsacum dactyloides
Espèce
Classification phylogénétique
Tripsacum dactyloides, l'herbe grama, est une plante tropicale herbacée vivace de la famille des Poaceae. Cette espèce est originaire du Mexique et du Guatemala, mais a été répandu dans de nombreux pays tropicaux, notamment en Asie, comme plante fourragère.
Elle peut dans certaines conditions s'hybrider avec le maïs cultivé bien que son nombre de chromosomes soit différent (2n=36).